# Augustin Maillefer
Augustin Maillefer, född 29 april 1993, är en schweizisk roddare.
Maillefer tävlade för Schweiz vid olympiska sommarspelen 2012 i London, där han slutade på 12:e plats i scullerfyra.
Vid olympiska sommarspelen 2016 i Rio de Janeiro slutade Maillefer på 7:e plats i scullerfyra. Övriga i roddarlaget var Nico Stahlberg, Roman Röösli och Barnabé Delarze.